# Tang Huiyao
Le Tang Huiyao 唐會要 Règles essentielles des Tang ou Essentiel des moments des Tang est une histoire institutionnelle de la Dynastie Tang rédigée par Wang Pu pour être présentée à l'Empereur Taizu des Song en 961. Un Huiyao est un ouvrage qui concerne essentiellement les décisions politiques et administratives. Le livre contient plus de 100 volumes et 514 chapitres. L'ouvrage est surtout détaillé pour la période qui précède 846.

## L'édit de 845
La célébrité de cet ouvrage est notamment due au fait que c'est dans cette source que l'on retrouve le contexte politique et social qui amena en 842 à l'édit  de proscription du bouddhisme en Chine, ordonnant le retour à la vie laïque d'une grande partie des moines, la confiscation de tous les biens des monastères et la destruction des temples, à l'exception de ceux de la capitale et des préfectures, qui pouvaient être considérés comme de beaux monuments. Cet édit de nature relativement xénophobe bannit également de l'empire les "autres" doctrines religieuses d'origine étrangère comme le zoroastrisme et le christianisme. 

## L'édit de 368
On trouve aussi dans le Tang Huiyao l'édit de l'empereur Tang Taizong en faveur du moine "nestorien" Alopen rédigé en 638, et dont une copie est insérée sur la stèle de Xi'an.